# Khors Air Company
Khors Air Company ist eine ukrainische Charterfluggesellschaft mit Sitz in Kiew und Basis auf dem Flughafen Kiew-Boryspil.

## Geschichte
Die Gesellschaft wurde im Dezember 1990 gegründet.

## Flugziele
Neben Charterflügen bietet die Khors Air Company ihre Flugzeuge auch im Leasing für andere Fluggesellschaften an.

## Flotte

### Aktuelle Flotte
Mit Stand April 2019 besitzt die Khors Air Company keine eigenen Flugzeuge mehr.

### Ehemalige Flugzeugtypen
Darüber hinaus setzte die Khors Air Company in der Vergangenheit noch folgende Flugzeugtypen ein:
- Airbus A319-100
- Airbus A320-200
- Airbus A321-200
- Antonow An-12
- Antonow An-24
- Antonow An-26
- Antonow An-32
- Avro RJ85
- Boeing 737-300/500
- Boeing 757
- Douglas DC-9-50
- Iljuschin Il-76MD
- Jakowlew Jak-42
- McDonnell Douglas DC-9-80/MD-80